# Universidad Estatal de Kansas
La Universidad Estatal de Kansas (Kansas State University en inglés), también conocida como "KSU" o "Kansas State", es una universidad pública en la ciudad de Manhattan en el estado del Kansas.  KSU fue fundada en el año de 1863.
En ella se imparten enseñanzas en los campos de las artes y las ciencias, la administración de empresas, la ingeniería, la medicina o la formación politécnica, donde destacan los estudios de Arquitectura, planeamiento y diseño, en los que se cuenta desde 2003 con The Victor L. Regnier Distinguished Visiting Chair, un puesto docente anual promovido por los hijos de Victor y Helen Regnier con la finalidad de enriquecer la experiencia educacional de los estudiantes durante su quinto y último curso invitando a un arquitecto de reconocido prestigio para dirigir un taller de Proyectos. Dicho puesto ha sido ocupado, desde su constitución hasta la fecha, por:
- Hiroshi Hara, 2004-2005
- Alberto Campo Baeza, 2005-2006
- Mikko Heikkinen, 2006-2007
- Miguel Ángel Roca, 2007-2008
- Alfred Jacoby, 2008-2009
- Alan Dunlop, 2009-2010
- Helen & Hard, 2010-2011
- Wendell Burnette, 2011-2012
- Beat Kämpfen, 2012-2013
- Javier Sánchez, 2013-2014
- Steven Ehrlich, 2014-2015
- Jay Siebenmorgen, 2015-2016
- Gonçalo Byrne, 2016-2017
- Fran Silvestre, 2017-2018

Asimismo, cuenta con la Cátedra Jarvis de Arquitectura del paisaje, financiada mediante una dotación legada establecida por Mary K. Jarvis, destinada a profesores que han llevado a cabo contribuciones significativas.
El rector actual de Kansas State es Kirk Schulz.

## Programa deportivo
Los equipos deportivos de Kansas State compiten en la Big 12 Conference de la NCAA, en 6 especialidades masculinas y 8 femeninas. Reciben el apodo de los Wildcats (Gatos salvajes).